# سانت أغاتا دي بوليا
سانت أغاتا دي بوليا (بالإيطالية: Sant'Agata di Puglia)‏ هي بلدية في مقاطعة فودجا في إقليم بوليا الإيطالي.

## السكان
في سنة 1861 بلغ عدد السكان 5٬152 نسمة، وتطور العدد ليصل في سنة 2011 لـ 2٬096 نسمة.
يظهر هذا المخطط البياني تطور النمو السكاني لـ سانت أغاتا دي بوليا

## أعلام
- إيميديو نوفي